# Lucien François Lethierry
Lucien François Lethierry (ur. 1830 w Lilleu, zm. 4 kwietnia 1894 tamże) – francuski entomolog.
Zajmował się licznymi grupami owadów. Najbardziej znany jest z wkładu w hemipterologię. W latach 1893–1896 opublikował wspólnie z Guillaume'em Severinem trójtomowy Catalogue général des Hémiptères, jedyny katalog obejmujący prawie wszystkie pluskwiaki świata; pominięto w nim tylko tasznikowate. Część zbiorów Luciena kupowana była przez Auguste’a Putona. Po śmierci Luciena resztę jego zbioru odkupił Maurice Noualhier. Zarówno zbiory Putona, jak i Noualhiera trafiły ostatecznie do Muzeum Historii Naturalnej w Paryżu.